# Třemešná
Třemešná là một làng thuộc huyện Bruntál, vùng Moravskoslezský, Cộng hòa Séc.